# Mãe-de-taoca-arlequim
Mãe-de-taoca-arlequim (nome científico: Rhegmatorhina berlepschi) é uma espécie de ave pertencente à família dos tamnofilídeos, endêmica do Brasil.
Seu nome popular em língua inglesa é "Harlequin antbird".